# Kohlberg Kravis Roberts
Kohlberg Kravis Roberts & Co. (NYSE: KKR) er en amerikansk investeringsvirksomhed, der har aktiver som kapitalfonde, energi, infrastruktur, fast ejendom og hedgefonde. I 2023 havde de investeret i over 730 virksomheder til en samlet værdi af 710 mia. $. I alt havde de aktiver under forvaltning for 553 mia. $.
Virksomheden blev etableret i 1976 af Jerome Kohlberg og fætrene Henry Kravis og George R. Roberts, de havde alle tidligere arbejdet sammen hos Bear Stearns.